# Petit Missouri
Pour la rivière de l'Arkansas, voir Little Missouri.
La Petite rivière Missouri ou Little Missouri River en anglais est un affluent de la rivière Missouri et un sous-affluent du fleuve Mississippi.

## Cours
Le Petit Missouri prend sa source dans le nord-est du Wyoming, dans le comté de Crook, à environ 30 km de la Devils Tower. Il coule en direction du nord-est, coupant le coin sud-est du Montana pour rejoindre le Dakota du Sud. Dans le Dakota du Sud, il coule en direction du nord et traverse les Badlands pour rejoindre le Dakota du Nord. Dans le Dakota du Nord, il traverse le Little Missouri National Grasslands, une zone de prairie protégée par l'État, et le parc national Theodore Roosevelt. Dans l'unité nord du parc, il oblique vers l'est et rejoint la rivière Missouri au niveau du lac Sakakawea, où il forme un bras du réservoir long de 48 km appelé la baie Petit Missouri.

## Paysages
L'érosion de l'eau le long de la rivière, en emportant au loin les dépôts de sédiments, a créé un paysage accidenté connu sous le nom de Badlands, c'est-à-dire en français « les mauvaises terres ». Le ruissellement des eaux provenant de la fonte des neiges et des pluies estivales torrentielles a créé des coulées de boue et des ravins à cause de la nature imperméable du sol.

## Débit
Le débit du Petit Missouri a été mesuré au sud de Watford City dans le comté de McKenzie (Dakota du Sud) depuis 1935. La rivière y draine une surface de 21 500 km2 et son débit moyen y est de 14,5 m3/s. On en déduit que la tranche d'eau écoulée annuellement dans son bassin est de seulement 21 mm, valeur faible comparable à celle d'autres cours d'eau drainant les plaines semi-arides situées à l'ouest du 100e méridien. Le débit annuel manque de pondération avec seulement 1,07 m3/s en 1988 contre 45,8 m3/s en 1971. Le débit instantané record est de 3 100 m3/s mesuré le 25 mars 1947. La rivière possède un régime à dominante nivale. Le débit de la rivière est quasiment nul en décembre et janvier et augmente considérablement en mars au moment de la fonte des neiges.

## Source
- (en) Cet article est partiellement ou en totalité issu de l’article de Wikipédia en anglais intitulé « Little Missouri River (North Dakota) » (voir la liste des auteurs).